# Восход тьмы
«Восход тьмы» (англ. The Seeker: The Dark Is Rising) — американский фильм 2007 года режиссёра Дэвида Л. Каннингэма, экранизация второй книги молодёжной серии фэнтезийных романов Тьма Поднебесная Сьюзэн Купер. В главных ролях Иэн Макшейн, Александр Людвиг, Фрэнсис Конрой, Грегори Смит и Кристофер Экклстон. В России премьера состоялась 25 октября 2007 года.

## Сюжет
Жизнь мальчика Уилла Стэнтона переворачивается с ног на голову, после того как он узнаёт, что является последним из группы бессмертных воинов, посвятивших свою жизнь борьбе с силами тьмы. Наш герой отправляется в путешествие через века, чтобы найти шесть элементов, которые помогут ему предотвратить восход тьмы.

## В ролях
- Александр Людвиг — Уилл Стэнтон
- Кристофер Экклстон — Всадник
- Иэн Макшейн — Мерриман Лайон
- Фрэнсис Конрой — Мисс Грейторн
- Джеймс Космо — Доусон
- Джимм Пиддок — Старый Джордж
- Амелия Уорнер — Мэгги Барнс
- Джон Бенжамин Хикки — Джон Стэнтон
- Венди Крюсон — Мэри Стэнтон
- Эмма Локхарт — Гвен Стэнтон
- Дрю Тайлер Белл — Джеймс Стэнтон
- Эдмунд Энтин — Робин Стэнтон
- Гари Энтин — Пол Стэнтон
- Грегори Смит — Макс Стэнтон
- Джордан Дж. Дэйл — Стивен Стэнтон

## Роли дублировали
- Артём Сергеев — Уилл Стэнтон
- Александр Большаков — Всадник
- Виктор Костецкий — Мерриман Лайон
- Артём Веселов — Джон Стэнтон
- Регина Щукина — Мэри Стэнтон

## Съёмки
Съёмки фильма проходили в Румынии с 26 февраля по апрель 2007 года в нескольких павильонах MediaPro Studios в Буфте.